# Libnotes obuduensis
Libnotes obuduensis är en tvåvingeart som först beskrevs av Alexander 1976.  Libnotes obuduensis ingår i släktet Libnotes och familjen småharkrankar.
Artens utbredningsområde är Nigeria. Inga underarter finns listade i Catalogue of Life.